# 吉隆坡中华国民型华文中学
吉隆坡中华国民型华文中学（SMJK CHONG HWA, KUALA LUMPUR），简称中华华中，是一间坐落于馬來西亞吉隆坡文良港的改制国民型华文中学，是吉隆坡两间国民型华文中学之一（另一间为吉隆坡尊孔国民型华文中学）。

## 宗旨、使命、目标

### 宗旨
提高文化层次，迈向灿烂前景
MEMARTABATKAN BUDAYA KE ARAH KECEMERLANGAN

### 使命
1. 提供全面及高素质教育。
2. 塑造品学兼优及课外活动卓越表现的学生。
3. 培养有勇气及有能力面对生活挑战的学生。
4. 维护改制中学三语并重的传统。[2]

### 目标
1. 全面及综合地发展学生之潜质，使之在智力、情感、心理与生理方面能平衡和谐。
2. 造就具有丰富的学识、积极的态度、崇高的品德、纪律观念、领袖素质、责任感,并有能力达至个人幸福的大马公民，从而为社会与国家的和谐及繁荣作出贡献。
3. 培养学生面对各种生活挑战的勇气与能力。
4. 保留及发扬国民型华文中学的传统 - 注重三语及数理科的教学。
5. 貫彻学术和课外活动并重的教学方针，以使中华国民型华文中学成为模范学校。[3]

## 学校行政

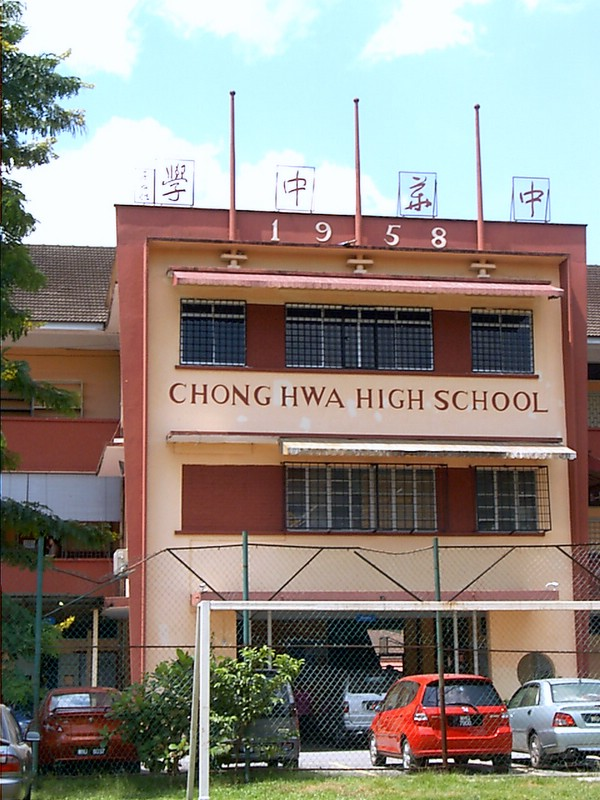

| 职务             | 名字   |
| ---------------- | ------ |
| 校长             | 陈秀珠 |
| 行政及学术副校长 | 陈薇贞 |
| 学生事务副校长   | 张雅贞 |
| 课外活动副校长   |        |

## 校史[5]
| 1919年 | 在文良港一带，关心民族教育的侨领叶养骞、黄重吉和洪启读诸先生，集议兴学，即获热烈响 应与支持。中华学校在1919年3月21日宣告诞生。 |
|        | 创立之初，中华学校租赁文良港街头三问两层式砖瓦铺权充校舍。后来学生人数日增，董事会乃集资购置现今文良港小学校址的地段，蒙社会士筹款下兴建校舍。 |
| 1922年 | 学生迁入新校舍上课。当时所用到的教室共四间，另二间则作为办公室及图书室。 |
| 1927年 | 董事会总理陈连记先生捐献一辆校车(首辆校车)。 |
| 1937年 | 学生人数达三百余人。 |
| 1938年 | 董事会筹款增建一座两层式砖瓦校舍。 |
| 1939年 | 增办中学部，并首创男女同校制，校名改为"雪兰莪中华中小学校"。梁龙光先生受聘为首任校长。校歌由梁龙光校长撰词，音乐教师陈洛汉先生谱曲而成。中学部开始实行文、理分科。該校有远自越南、泰国与印尼的学生，学生人数高达九百余人。 |
| 1940年 | 梁龙光校长另谋高就辞职，由刘经生先生继任校长。热心董事捐献两地段供該校发展之用途。由于受到教育法令所限，董事会不得已在鹅唛路地段赶工搭建三大栋亚答校舍供中学部应用。 |
| 1941年 | 太平洋战争爆发。日军南侵马来亚，該校中小学部被迫停办。校舍不幸顿成废墟，所有图书、仪器、教具等均化为乌有。历年努力毁于一旦。 |
| 1945年 | 马来亚光复后，董事会积极筹谋复校事宜。11月1日，小学部复课。 |
| 1947年 | 林丙寅校长停止招收高中生(人事变动)，使高中一度中断。 |
| 1950年 | 黄则吾校长整顿校政，添置设备。这一年由陈洛汉老师指导铜乐，学校童子军也成立了。 |
| 1951年 | 政府招募华人青年加入联合邦警察部队。很多华青为回避而返回中国大陆，导致該校学生人数减少。同年，学校遵守新教育法令，均改为三学期制。 |
| 1954年 | 叶少春先生代理校政。学子达二千人，教室不敷应用。 |
| 1955年 | 中学新校舍尚未动工，暂时借用小学l6间教室上课。 |
| 1956年 | 王白山校长敦请当时的副教育部长朱运兴先生主持兴建新校舍动土礼，以示隆重。 |
| 1957年 | 中学部校舍正式动工兴建。 |
| 1958年 | 7月，新校舍落成，中学部即迁往鹅唛路校舍上课。当时該校中学部正发展至三十班，学生人数达一千三百余人。小学部接受政府津贴改为标准型华文小学，中小学至此正式分家。 |
| 1962年 | 政府发布《1961年教育法令》，只资助以马来语为主要教学媒介语的国民中学及以英语为主要教学媒介语的国民型中学。为适应政府教育新体制，該校未经董事会议通过而改制，接受政府的部分津贴成为国民型华文中学，不接受津贴者则继办独立中学以坚持华文教育，从此中华中学一分为二。华中依照改制条约，仍继用1958年以来建竣的校舍，在上午班上课，由郑仕波先生掌校。中华中学下午班后改名为中华独立中学。 |
| 1979年 | 陈迪隆先生正式被委为中华国民型华文中学校长。 |
| 1982年 | 隆中华独中迁至怡保路新校舍，华中继续留在原地。 |
| 1984年 | 中华华中发展一日千里，继而建起围墙，使学校不再受外界干扰。 |
| 1985年 | 中华华中开办电脑班，组织学生联合会以鼓励学生与校方携手合作，以培养自治，自动自发的精神，防止不良社会风气的侵入，同时逐渐提高学生的素质。 |
| 1988年 | 音乐与电脑科双双被列为学生必修科。 |
| 1990年 | 开办大学先修班，并分为理科班与文科班。 |
| 1994年 | 为了使学生有更好的环境与设备，增建了三座冷气讲堂。9月8日，陈迪隆校长荣休，黎煜才副校长被委任为代校长。 |
| 1995年 | 陈宝武先生正式被委为中华国民型华文中学校长。 |
| 1999年 | 为了使顺利考上中六的学生能在舒适及设备完善的环境下进修，兴建了四问冷气教室。同时，为了使学生不在日晒雨淋的情况下进行庆典与活动，校方在篮球场兴建了一座顶盖，让学生能在设备健全的环境下学习。8月8日，陈宝武校长荣休，周福彩校长在10月16日接任。 |
| 2003年 | 实行混合班制度，至今学生们在品德和学业上都有明显的进步。1月1日，刘月瑶老师被委任为第一任课外活动主任。 |
| 2004年 | 为了发掘該校学子的潜能与才华，筹措清贫子弟助学基金及学生活动基金，該校家教协会于l0月23日主办《缘系中华·献中华一份爱》文娱晚会。 |
| 2005年 | 限定每位新生都必须参加至少一样课外活动，以修身养性，陶冶性情。五位华文老师被调职到华小职教。7月1日，柯梅英副校长调升至SMK Bukit Bintang(L) Petaling Jaya担任校长。 |
| 2006年 | 为了筹募学校精明化基金，該校家教协会于8月12日主办《06中华行》。 |
| 2008年 | 4月19日，周福彩校长荣休。該校课外活动副校长刘玥瑶在5月1日升任校长。刘玥瑶校长也是該校第一位女性校长。 |
| 2009年 | 欢庆九十周年校庆，該校成功在6月21日举办了义卖会和7月25日举办《秋乐》华乐演奏会。8月23日，刘玥瑶校长调任至SMK La Salle，Sentul. 由梁金来校长在8月24日接任校长。由于梁校长不谙华文，11月 15日，梁校长被调任至SMK St.John，蔡植群校长在11月16日接任校长职位。 |
| 2010年 | 为了改善学生学习环境，該校提升了各项设备，如：更新电脑室，后方课室、音乐室、华乐室、视听室和讲堂冷气化，视听室和讲堂精明化。在蔡校长及副校长们的领导下，学校纪律得以改善，学术和课外活动更是迈向卓越之路。 |
| 2011年 | 1月10日举行电脑室开幕仪式。董事部共耗资十五万提升电脑室的电脑设备与软件、推荐课程以及更换桌椅，向达致学校于2013年成为卓越学府的宏愿跨前一大步。为解决课室不足、校舍残旧及缺乏软硬体设备的困境，校方決定展开建校计划，增建一座4层楼高的行政楼及多元化大礼堂，工程估计需耗资800万令吉。四机构于3月21日欢庆92周年校庆当日举行筹募扩建校舍基金计划启动礼。董事长拿督林刚河于启动礼上宣布捐献238万令吉。6月18日举办"筹募扩建校舍基金千人宴"。10月23日于王岳海大礼堂举办了十大义演。12月9日进行新校舍动土礼。 |
| 2012年 | 1月20日，首相纳吉莅临，与师生欢庆壬辰年春节并宣布拨款250万充当扩建校舍基金。2月20日，巫统代表移交政府拨款250万支票。7月10日，举办新校舍奠基礼，展开了新校舍建筑工程。 |